# El Cimarrón (Argentina)
El Cimarrón es una localidad y comuna de 1ª categoría de los distritos Banderas y Diego López del departamento Federal, en la provincia de Entre Ríos, República Argentina. El nombre El Cimarrón proviene de su estación ferroviaria. La jurisdicción de la junta de gobierno comprende dos núcleos urbanos unidos por un camino de 2,2 km de largo: la Colonia Villa Perper en donde se encuentra la Estación El Cimarrón y que propiamente es la localidad de El Cimarrón, y la Aldea San Isidro.
El principal acceso a la localidad es un camino de tierra de 9,3 km desde la Ruta Nacional 127. En la Aldea San Isidro se encuentra la parroquia San Isidro Labrador de la Diócesis católica de Concordia.

## Población
De acuerdo al censo 2001 la población de la localidad de El Cimarrón, es decir sin considerar el área rural, era de 139 habitantes, no siendo considerada localidad en el censo 1991. La población de la jurisdicción de la junta de gobierno era de 674 habitantes en 2001.

## Historia
La Aldea San Isidro o Colonia San Isidro fue fundada el 12 de febrero de 1923 por 78 familias de alemanes del Volga, con una extensión de 10 800 ha.
La Colonia Villa Perper surgió en torno a la estación ferroviaria El Cimarrón por iniciativa del propietario del lugar Abraham Perper.
La junta de gobierno fue creada mediante el decreto 4281/1985 MGJE del 23 de octubre de 1985 y sus límites jurisdiccionales fueron fijados por decreto 704/2003 MGJ del 12 de marzo de 2003.

## Comuna
La reforma de la Constitución de la Provincia de Entre Ríos que entró en vigencia el 1 de noviembre de 2008 dispuso la creación de las comunas, lo que fue reglamentado por la Ley de Comunas n.º 10644, sancionada el 28 de noviembre de 2018 y promulgada el 14 de diciembre de 2018. La ley dispuso que todo centro de población estable que en una superficie de al menos 75 km² contenga entre 700 y 1500 habitantes, constituye una comuna de 1ª categoría. La Ley de Comunas fue reglamentada por el Poder Ejecutivo provincial mediante el decreto 110/2019 de 12 de febrero de 2019, que declaró el reconocimiento ad referéndum del Poder Legislativo de 34 comunas de 1ª categoría con efecto a partir del 11 de diciembre de 2019, entre las cuales se halla El Cimarrón. La comuna está gobernada por un departamento ejecutivo y por un consejo comunal de 8 miembros, cuyo presidente es a la vez el presidente comunal. Sus primeras autoridades fueron elegidas en las elecciones de 9 de junio de 2019.

## Estación ferroviaria
La Estación El Cimarrón se encuentra en el Ramal Diamante - Crespo - Federal - Curuzú Cuatiá entre las estaciones Conscripto Bernardi y Federal. Este ramal quedó inactivo desde la década de 1990.

## Parroquias de la Iglesia católica en Aldea San Isidro
| Diócesis   | Concordia           |
| ---------- | ------------------- |
| Parroquias | San Isidro Labrador |